# رود آیدار
رود آیدار (انگلیسی: Aidar) یک رودخانه در استان بلگورود کشور روسیه است.